# Joan Bonet Gelabert
Joan Bonet Gelabert (Palma, Mallorca, 15 de juliol de 1917 - 28 de maig de 1991) fou un periodista i escriptor, tant en català com en castellà.

## Trajectòria professional
Fou redactor i crític literari del diari Baleares, del qual n'havia estat un dels fundadors el 1939. Quan es jubilà de periodista, 40 anys més tard, n'era el subdirector.
De les seves dues obres teatrals, la primera, Ses tietes, una comèdia en tres actes estrenada el maig de 1958, fou molt ben rebuda per la crítica, però l'acceptació del públic mallorquí no fou gaire bona i tan sols se'n feren onze funcions. La segona, Quasi una dona moderna, si bé guanyà el Premi Ciutat de Palma de teatre de 1961, resultà un fracàs. Després d'això Joan Bonet decidí no seguir com a comediògraf, tot i que mantingué les seves col·laboracions crítiques a la premsa i participà activament en activitats vinculades al món teatral, com tertúlies, conferències o presentacions d'obres.
És autor de una llarga sèrie d'obres en castellà i en català, entre les quals destaquen El zoo cotidiano, Historia para unas manos, Un poco locos, francamente i Els nins.
L'any 1962 la revista Triunfo va publicar, d'ell, l'article-entrevista Henry Miller, escritor maldito i l'any següent el relat curt A ellas les sienta bien el luto. El 1968 va escriure l'autobiografia También en Palma crecen los niños. Hi ha una Guia de Mallorca de la seva autoria. Setmanes abans de morir havia presentat una antologia i selecció de les seves obres, titulada Álbum de cuentos y encuentros.
També es dedicà a la pintura. Els seus dos fills Joan Ramon i Maria del Mar són cantautors, membres dels Setze Jutges.

## Obres

### En català
- Narrativa
  - Els nins; apunts per un tractat del vertader pare-pedaç. 1951
  - Els homes. 1954
  - Les dones; amb un novíssim diari d'Eva. 1957

- Teatre
  - Ses tietes. Representada per la Companyia Artis al Teatre Principal de Palma. 1958
  - Quasi una dona moderna. Representada per la Companyia Artis al Teatre Principal de Palma. Premi Ciutat de Palma de teatre, 1961

### En castellà
- Narrativa
  - Malhumorismo. 1948
  - Un poco locos, francamente. 1959
  - Historia para unas manos. 1962
  - La terraza. 1965
  - La prole. 1965
  - El zoo cotidiano. 1968
  - Vivir de palabras. 1971
  - El entrevistario. 1976
  - Libro del buen amor, otro. 1986

- Novel·la
  - Besad, besad, malditos. 1976